# Vernýřov
Vernýřov (německy Wernischau) je malá vesnice, část obce Chlístovice v okrese Kutná Hora. Nachází se asi pět kilometrů jihozápadně od Chlístovic. Prochází zde silnice II/235.
Vernýřov je také název katastrálního území o rozloze 2,35 km².

## Historie
První písemná zmínka o vesnici pochází z roku 1399. V roce 1664 vesnici koupil Tomáš Ferdinand Popovský ze Scharfenbachu a připojil ji k úmonínskému panství.